# Gramercy Bridge
Ne pas confondre avec le Veterans Memorial Bridge sur le fleuve Ohio
Le Gramercy bridge, dénommé officiellement Veterans Memorial Bridge, est un pont cantilever permettant à la Louisiana Highway 3213 de franchir le fleuve Mississippi. Il relie, dans la ville de Gramercy, en Louisiane, la paroisse de Saint-Jacques avec la paroisse de Saint-Jean-Baptiste. 
C'est le dernier pont construit sur le Mississippi en Louisiane. Un autre pont, en construction, le John James Audubon bridge, devrait être mis en service en 2011.

## Genèse du projet
Avant 1964, il n'y avait que deux villes possédant des ponts routiers franchissant le Mississippi sur les derniers 560 km du fleuve. La traversée du fleuve était assurée par un grand nombre de ferrys, les uns exploités par des sociétés privées, les autres administrés par l’État. L'État de la Louisiane souhaitait remplacer un grand nombre de ces traversées par des ponts routiers. La catastrophe d’un ferry qui coûta la vie à 78 personnes en 1976 focalisa l’opinion publique et les autorités sur ce problème. Le I-310 Hale Boggs Memorial Bridge a été construit directement à la suite de l'accident de ferry et fut mis en service en 1983 et ce pont de Gramercy suivit une décennie plus tard.

## Connexion au réseau routier
Le pont de l'autoroute Gramercy supporte l’autoroute Louisiana LA-3213. La section Ouest de l'autoroute, s’enfonçant dans la Louisiane rurale, n'a jamais été construite, ce qui a conduit certains à qualifier l’ouvrage du « pont qui va nulle part ». 
Ce n’est que le 17 juin 2008 que le « pont qui va nulle part » est enfin relié à chacune de ses extrémités au réseau autoroutier. Une ébauche de bretelle de 3 km est construite à l’ouest pour rejoindre l'autoroute LA-3127 (Louisiana Highway 3127). Mais cette bretelle était en fait achevée depuis un certain temps quand elle fut finalement mise en service. Il fallut en effet plusieurs mois pour que l’électrification d’un passage à niveau puisse être faite. Sans cet aménagement, la section ne pouvait être mise en service. C'est pourquoi après avoir parlé d’un « pont qui ne va nulle part », on parla d’une  « route qui ne va nulle part ».

## Descriptif
Il s’agit d’un pont en treillis en acier de type cantilever d’une longueur totale de 945 m. Sa portée principale (longueur de la travée centrale) est de 445 m. 